# Rajaton
Rajaton — финский ансамбль, поющий а капелла. Основан в Хельсинки в 1997 году. Финское слово «rajaton» означает «вольный», чтобы указать широту их репертуара, от священной классики до современного Europop.
Rajaton выступает, в основном, в Финляндии, но также совершает туры по Европе и остальному миру, выступив уже более чем в 25 странах. Регулярно выступает в Канаде на различных фестивалях. Выступления в Северной Америке являются редкими, но Rajaton часто появляется в Сент-Джонс, Ньюфаундленд, Канада на фестивале 500 choral festival, а также был приглашенным артистом в Kaleid choral festival в Вудстоке, штат Онтарио, Канада в 2005 и 2006 годах.
В общей сложности, группа выпустила тринадцать альбомов. В 2005 году продажи альбомов Rajaton достигли 100 000 копий. Они заработали восемь золотых пластинок в общей сложности, помимо этого альбом «Rajaton sings ABBA» стал платиновым (30,000), а «Joulu» достиг двойной платины (60,000).
Rajaton в основном поет a cappella, музыка написанная и аранжирована членами ансамбля. Больше всего текстов для произведений взяты из стихов и из сборника финской народной поэзии «Kanteletar». Трудно представить себе аудиторию, для которой Rajaton не смогли бы петь, или музыкальный стиль, который они не смогли бы исполнить.
Все альбомы, в соответствии со стилем группы, очень отличаются друг от друга — объединяет их то, что материал исполняется а-капелла, без инструмента сопровождения. Единственными исключениями из этого правила являются альбомы, записанный с симфонический оркестром Лахти (Sinfonia Lahti), в котором играет виолончелист группы Apocalyptica Антеро Маннинен, «Rajaton sings ABBA» и «Rajaton sings Queen» (тематические пластинки).

## Состав ансамбля
Сопрано: Essi Wuorela

Сопрано: Virpi Moskari

Альт: Soila Sariola

Тенор: Hannu Lepola

Баритон: Ahti Paunu

Бас: Jussi Chydenius

### Краткая биография участников
Essi Wuorela. Является первоначальным членом ансамбля. Начала свою карьеру на телевидении и участвовала в различных музыкальных постановках, начиная с 1992 года. С 1994 начала сольную карьеру, записала несколько альбомов. Музыку изучала в Sibelius High School, а затем в поп-джаз консерватории в Хельсинки, которую окончила в качестве учителя музыки в 1999 году.

Virpi Moskari. Окончила восточную музыкальную школу в Хельсинки, по классу скрипки и фортепиано, уже позже начала заниматься вокалом. Была одним из основателей камерного хора Grex Musicus После окончания средней школы работала с музыкой и детьми.

Soila Sariola. Родилась в семье музыкантов. Музыкальное образование начала получать по классу скрипки в Восточной музыкальной школе Хельсинки, но, будучи подростком, переключился на саксофон. Позже также играла на кантеле (финский народный инструмент) и фисгармонии. Интерес к пению появился в 1988 году в хоре Тапиола, а в 1999 году присоединилась к Rajaton. В дополнение окончила отделение народного музыкального факультета академии Сибелиуса, по классу вокала.

Hannu Lepola. Вырос в городе Лаппеенранта, рядом с российской границей. В детстве изучал различные классические инструменты в музыкальной школе, а также пел в хоре. В юности обнаружил любовь к рок-музыке, начал играть на гитаре, писать песни, а также играл на ударных в группах. Во время учебы в поп-джаз консерватории осенью 1998 знакомится с Essi, которая приглашает его в Rajaton. 

Ahti Paunu. В детстве пел в школьных хорах и играл на виолончели и фортепиано в музыкальной школе Эспоо. В начальных классах увлекся оперой и хотел стать оперным певцом. После окончания школы получал музыкальное образование в Академии Сибелиуса, где также посещал уроки эстрадного пения. В Rajaton пел с самого образования, что не мешало ему помимо этого работать диктором на радио и суфлером в финской национальной опере. В 2002 выпустил свой первый сольный альбом.

Jussi Chydenius. Сын композитора Kaj Chydenius. Познакомился с хоровым пением в средней школе Сибелиуса в Хельсинки, где пел в церковном хоре вместе с Essi и Virpi. Написал первую а капелла песню в 1995 году. Осенью 1997 года вместе с друзьями объединились, чтобы спеть песни его сочинения. Так же сочиняет музыку и делает аранжировки для других ансамблей и хоровых коллективов. В 2001 году избран в городской совет Хельсинки.

## Дискография
Nova (2000). Первый альбом. Основан на народной музыке с примесью фольклора.

Boundless (2001). Первый из двух альбомов, в котором большинство песен исполняется на английском языке. Альбом написан в более популярном стиле музыки, с акцентом на оживленные, веселые песни.

Sanat (2002). Религиозный альбом. Она включает музыку, написанную на 4 разных языках, все связанных с христианством. Альбом состоит из более мягких, струящийся треков. Слово «Sanat» означает «Слово» в Финляндии и «Здоровье» на латыни.

Joulu (2003). Рождественский альбом, состоящий из двух дисков, в которые вошли многие песни, исполненные на финском и аранжированные Rajaton.

Kevät (2005). Поп-альбом, целиком и полностью на финском языке. Этот компакт-диск более ритмично и гармонично сложен, чем некоторые другие Группа очень гордиться тем, что при записи не использовала инструменты (несмотря на то, что многие звуки звучат как инструмент).

Out of Bounds (2006). В основном — англоязычный альбом, содержащий два переиздания, три новые версии ранее записанных песен, английские версии (но не прямой перевод) трех песен с альбома Kevät, и несколько новых композиций.

Rajaton sings ABBA (2006). Английский альбом, содержащий переаранжированные версии хитов группы Abba. Некоторые треки исполнены а капелла участниками группы Rajaton, остальные — под аккомпанемент финского симфонического оркестра Лахти.

Maa (2007). Rajaton празднует свой десятилетний юбилей и выпускает новый альбом, на котором записаны новые песни, преимущественно на тексты финской поэзии.

Rajaton sings Queen with Lahti Symphony Orchestra (2008). Так же как и альбом «Rajaton sings Abba», написан на английском языке, под аккомпанемент финского симфонического оркестра Лахти.

Best of Rajaton 1999—2009 (2009). Сборник лучших песен на финском и английском языках.

Tarinoita (2010).

Jouluyö (2011).

Suomen Lasten Lauluja (2012).